# Serra do Cavalo
Serra do Cavalo är en ås i Brasilien.   Den ligger i delstaten Rio de Janeiro, i den sydöstra delen av landet, 900 km sydost om huvudstaden Brasília.
Runt Serra do Cavalo är det i huvudsak tätbebyggt. Runt Serra do Cavalo är det tätbefolkat, med 511 invånare per kvadratkilometer.